# پادشاهی میانه مصر
پادشاهی میانه دوره‌ای از تاریخ مصر باستان است که پس از دوره نخست میانی و پیش از دوره دوم میانی پدیدار شد. این دوران همراه با آرامش نسبی در کشور و گسترش فعالیت‌های اقتصادی و تجاری بود.
فرعونهای پادشاهی میانه در میان سال‌های ۲۰۵۵ تا ۱۶۵۰ پیش از میلاد مسیح و برای نزدیک به ۴۰۰ سال بر مصر فرمانروایی می‌کردند. این پادشاهان دو دودمان بزرگ را تشکیل می‌دادند:
- دودمان یازدهم: منتوحوتپ دوم آغازگر یکپارچگی دوباره مصر پس از آشوب و هرج و مرج دوره نخست میانی بود. او با شکست شاهان دودمان دهمی مستقر در هراکلئوپولیس توانست شهر خود، تبس، را پایتخت مصر کند. او همچنین توانست با فتح بیشتر مناطق مصر تا سال ۳۹ به تخت نشستنش، حاکمیت مرکزی قوی‌ای ایجاد کند. از این رو او را بنیان‌گذار پادشاهی میانه می‌دانند.[۱]
- دودمان دوازدهم: این دودمان با ظهور فرعون نیرومند آمنمحات یکم آغاز شد. او پایتخت نویی به نام آمنمحات ایچتاوی (آمنمحات، فاتح دو سرزمین) در شمال مصر و جنوب ممفیس بنا کرد.[۲]

این دوره با آرامش نسبی و فراوانی همراه بود. خدایگانی که در این دوره بیشتر مورد توجه قرار گرفتند منثو - خدای شاهین‌گونه‌ای که بیشتر در ارمنت، مدامود، و تبس هوادار داشت - و آمون بودند. نخستین سازه‌های تبس در کرانه غربی شهر به همراه مجموعه آرامگاه منتوحوتپ دوم که در منطقه سنگلاخی دیر البحری واقع بود، قرار داشتند.
پادشاهی میانه شاهد پی‌ریزی نخستین سازه‌ها در کارناک توسط سنوسرت یکم بود. این شاهان پادشاهی نوین مصر بودند که بناهای اصلی کارناک را ساخت و تکمیل کردند.

## افول
پس از مرگ سوبک‌نفرو، تاج و تخت به احتمال زیاد به وگاف رسیده‌است؛ کسی که پیش از آن ناظر نیروهای نظامی مصر در خارج بوده‌است. با به کار آمدن او مصر شاهد تعداد زیادی شاه بود که برای ۱۰ تا ۱۵ سال کشور را فرمانروایی می‌کردند. منابع مصر باستان این شاهان را فرعون‌های دودمان سیزدهم می‌نامند. با این حال اطلاق واژه دودمان آنچنان به جا نیست چرا که بیشتر شاهان این دوره نسبتی با هم نداشتند.
پس از دوره‌ای آغازین از هرج و مرج، تعدادی از شاهان با طول دوران‌های فرمانروایی پنجاه تا هشتاد ساله پدید آمدند. نیرومندترین شاه این دوره، نفرحوتپ یکم، ۱۱ سال فرمانروایی کرد و سیطره خوبی بر مصر علیا، نوبی، و دلتای نیل داشت. در این میان اما دو شهر خاسو و اواریس نه تنها زیر سلطه او نبودند که در زمانی در طول دودمان سیزدهم آغاز به استقلال کردند. فرماندهان خاسو دودمان چهاردهم را پایه‌گذاری کردند و فرماندهان آسیایی اواریس هیکسوس‌های دودمان پانزدهم شدند. مان‌تو زمان وقوع این انقلاب را در دوره جانشین نفرحوتپ، سوبک‌هوتپ چهارم، ذکر می‌کند ولی شواهد باستان‌شناسی بر این ادعا وجود ندارد. صرف نظر از آنکه شورش‌های این دو شهر کی آغاز شدند، گسستگی و چند تکه شدن مصر در پایان پادشاهی میانه راه را برای دوره دوم میانی باز کرد.

## نگارخانه

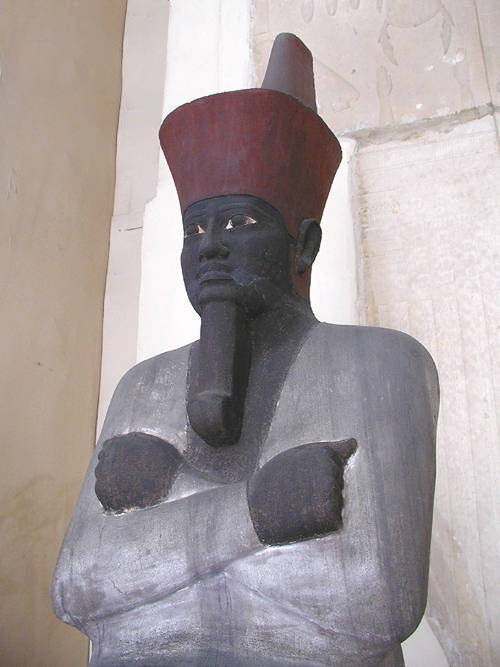
تندیس رنگ‌آمیزی شدهٔ منتوحوتپ دوم بنیان‌گذار پادشاهی میانه
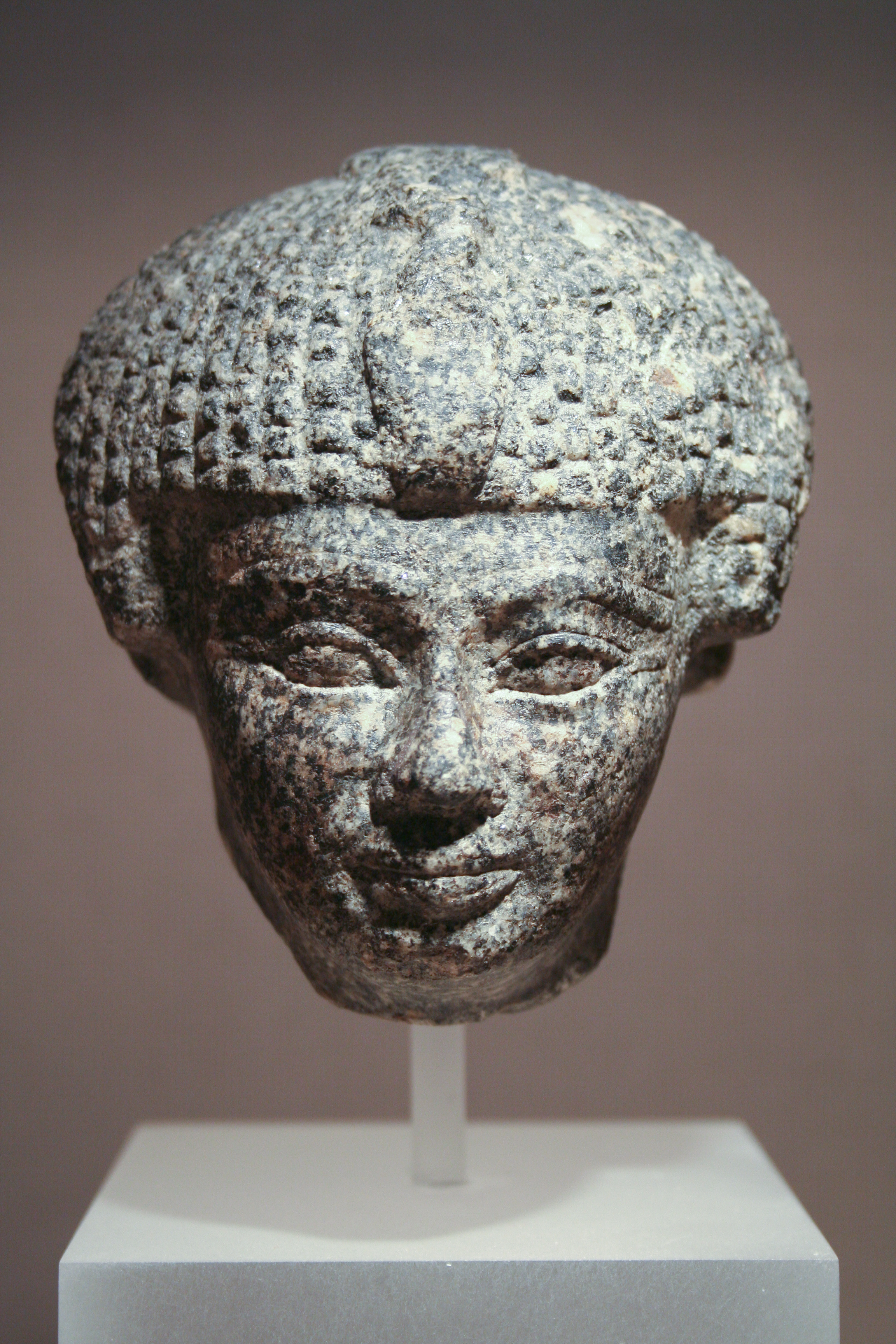
سردیس سنوسرت یکم، موزه مصرشناسی لایپزیگ
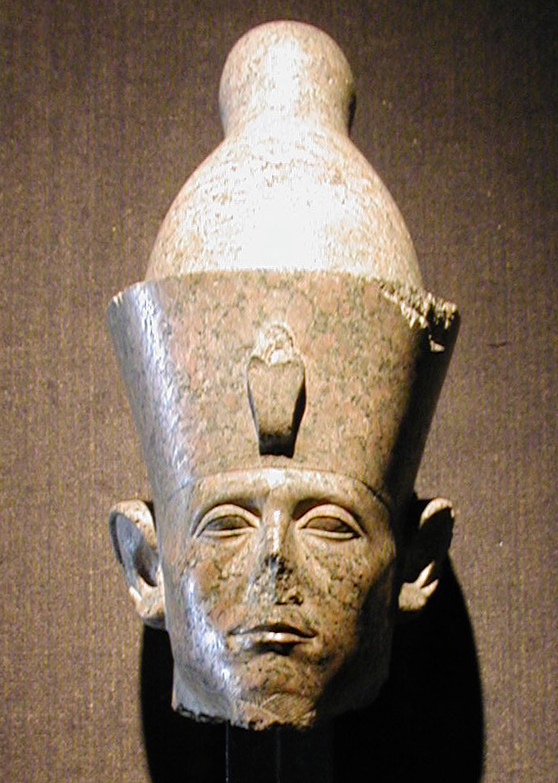
سر تندیسی از سنوسرت سوم، موزه مصرشناسی لایپزیگ